# 埃德尔 (阿拉巴马州)
埃德尔（英文：Ider），是美国阿拉巴马州下属的一座城市。面积约为5.44平方英里（约合14.08平方公里）。根据2010年美国人口普查，该市有人口723人，人口密度为133.03/平方英里（约合51.35/平方公里）。